# Pai Kaobakesy
Edison Ribeiro Mandarino (Rio de Janeiro, 11-08-1957 - São Paulo, 15-03-2017) mais conhecido como Pai Kaobakessy, babalorixá do Candomblé Queto de São Paulo, foi um dos ícones em São Paulo, por representar bem o seu Axé - São Paulo, filho interino da Casa de Oxumarê - Salvador (Bahia). Faleceu em São Paulo no dia 15 de março de 2017.

## História
Edison Ribeiro Mandarino nasceu aos Onze dias do mês de Agosto de 1957 na Cidade do Rio de Janeiro, nascia um menino que mais tarde se tornaria um dos grandes babalorixás de São Paulo.
Tendo seu primeiro contato espiritual aos 5 anos de idade, quando levado por sua Mãe Maura Ribeiro Mandarino, que muitos anos depois tornou-se Ekedy Oronipale de Ogum, por problemas conjugais da mesma, no Terreiro de Umbanda Caboclo 7 Flechas, localizado no Mercadão de Santos, dirigido pelo então Deputado Estadual Dirceu de Souza Lima. Ao adentrar no terreiro o pequeno Edison veio a desfalecer (desmaio), tendo assim o seu primeiro sintoma mediúnico, o guia chefe da casa, o convidou para fazer parte de seu terreiro, pela pouca idade sua Mãe não permitiu na época que o mesmo frequentasse, devido sua família não ter muita simpatia pela religião espírita.
E assim passaram-se 3 anos, e ao separar de seu esposo Maestro Eddie de Gloris Mandarino, Dona Maura, mudou-se para São Paulo no bairro de Vila Prudente.
Conheceu então sua vizinha, que veio a ser sua madrinha de batismo Dona Olga, que por coincidência era espírita e recebia o Caboclo 7 Flechas, onde a mesma o levou para um Terreiro de Umbanda de nome Tupã Oca do Caboclo do Vento. Quando entrou novamente no terreiro, Edison veio a desmaiar ouvindo pela segunda vez a necessidade de um desenvolvimento espiritual. Com a aceitação de sua Mãe, assim foi feito. Recebeu sua primeira entidade espiritual já com 9 anos de idade o Caboclo Tanamakuary, caboclo este que roda em seu filho, homenageado na terceira semana do mês de Novembro.
Aos 11 anos de idade, o menino Edison se apaixona por uma umbanda de nome Tenda de Umbanda Nossa Senhora do Rosário, dirigida pela Madrinha Dona Maria, mais tarde iniciada em Xangô pelo Babalorixá Pérsio de Xangô na Cidade de São Bernardo do Campo, e este foi o primeiro contato com um babalorixá do seu atual segmento. Em conversa com o Babalorixá Pérsio, ele disse: - "Este menino é de Xangô Maria". Tata Pérsio o ensinou a dançar para Oxóssi sendo o primeiro Orixá que Edison conheceu dentro do candomblé. Permanecendo por mais 1 (um) ano na Umbanda, conhecendo assim o Babalorixá Nelson Tadeu vulgo Kamussuan, que o levou para o Ilê Xangô e Ogum no bairro da Saúde - SP, cuja dirigente era Dona Teresinha Gutierrez Mameto Namboazaze De Zaze, iniciada por Yele Pires Fernandes de Oxum, neta de Oyace, bisneta de Miguel Grosso (Deuanda) e tataraneta de Joãozinho da Gomeia.
Em 1974 no mês de Fevereiro, recolhe o menino Edison para ser iniciado no Inquice Luango, recebendo como dijina Kaobakessy tendo como Erê Rochedo Encantado. permanecendo na casa até a sua obrigação de 14 anos, recebendo seus direitos sacerdotais com sua Mameto, onde iniciou 600 pessoas na nação de Angola.